# Ryszard Krauze
Ryszard Krzysztof Krauze (ur. 27 maja 1956 w Sopocie) – polski inżynier, przedsiębiorca, w latach 1994–2013 notowany na liście tygodnika „Wprost” najbogatszych Polaków z aktywami od 815 mln zł do 3,9 mld zł.

## Edukacja
Jest absolwentem II LO w Gdyni i technologii budowy maszyn Politechniki Gdańskiej.

## Kariera
W latach 1984–1986 zatrudniony był formalnie w Centrali Handlu Zagranicznego Polservice (Warszawa); za pośrednictwem tego przedsiębiorstwa, mając 28 lat, wyjechał na kontrakt do pracy w RFN. W Niemczech zatrudniała go wówczas również Mole Lederwarenhandel GmbH, zajmująca się handlem wyrobami skórzanymi. W tym czasie także jego matka, Irena Krauze, pracowała w tym kraju; była dyrektorem oddziału przedsiębiorstwa Poltrans Hamburg, zajmującego się spedycją. Później w latach 90. Irena Krauze była prezesem innego hamburskiego przedsiębiorstwa – IDT Data Technology Handelsgesellschaft mbH). Przez wiele lat doradzała synowi w prowadzeniu interesów. Ryszard Krauze po powrocie do Polski w 1987 roku zainwestował według oficjalnej wersji zarobione w Niemczech 35 tys. dolarów w niewielkie przedsiębiorstwo komputerowe Prokom, które prowadził wówczas Ryszard Kajkowski. W kolejnych latach przedsiębiorstwo to przeszło w ręce Ryszarda Krauzego. Prokom w kolejnych latach stał się dużym przedsiębiorstwem (późniejszy Prokom Software SA). Kluczowe znaczenie dla jej wzrostu miało uzyskanie przez nią, w okresie transformacji ustrojowej, zamówienia na dostawę systemu informatycznego dla ZUS. Prokom Software SA był przez lata jedną z największych polskich przedsiębiorstw informatycznych, uzyskujących znaczne dochody z kontraktów informatyzacji sektora publicznego: informatyzacja ZUS, MON, MEN, NIK, KGHM, Poczty Polskiej. 1 kwietnia 2008 Prokom przestał istnieć w wyniku połączenia z Asseco Poland.
Biznesmen kontrolował również spółkę Prokom Investments posiadającą akcje w takich spółkach jak Polnord (budownictwo), Beskidzki Dom Maklerski (finanse), Kompap (poligrafia), Bioton (biotechnologia).
W sierpniu 2006 kupił udziały w czterech kazachskich przedsiębiorstwach, mających koncesje na eksploatację złóż ropy naftowej w Kazachstanie, szacowane na 2 mld baryłek (co odpowiada 13-letniemu zapotrzebowaniu Polski). Krauze zapłacił za nie ok. 400 mln dolarów, w wydobycie pod marką Petrolinvest miał zainwestować kolejne 400 mln. We wrześniu 2007 wydobyto pierwszą baryłkę ropy ze złoża o przewidywanej pojemności ok. 250 milionów baryłek. Z ramienia Prokom Investment Ryszard Krauze zasiadał w radzie dyrektorów wyszukiwarki Hakia.
W latach 2002–2004 zasiadał w radzie nadzorczej Banku Pocztowego.
W 2008 roku znalazł się w rankingu Miliarderów Świata miesięcznika Forbes na 897. miejscu, z majątkiem szacowanym na 1,3 mld dolarów.
Ryszard Krauze na szczyty list najbogatszych wspiął się w czasach transformacji ustrojowej, głównie dzięki kontraktom IT, zawieranym z państwowymi firmami. Przez wiele lat utrzymywał status miliardera.

## Pozostała działalność
Ryszard Krauze jest Członkiem Polskiej Rady Biznesu. Jest również mecenasem licznych przedsięwzięć służących propagowaniu kultury, tolerancji narodowościowej i krzewieniu sportu. Jest on Fundatorem oraz Przewodniczącym Rady Fundacji Ryszarda Krauzego. W ramach jej działalności Ryszard Krauze objął mecenatem m.in. Międzynarodowy Konkurs Pianistyczny im. Fryderyka Chopina, Mistrzowską Szkołę Reżyserii Filmowej Andrzeja Wajdy oraz warszawskie Muzeum Historii Żydów Polskich.
W 2006 Ryszard Krauze nabył budynek, w którym mieści się muzeum Dom Rodzinny Ojca Świętego Jana Pawła II w Wadowicach, i przekazał go na własność archidiecezji krakowskiej.

## Nagrody i odznaczenia
- Laureat Medalu im. Eugeniusza Kwiatkowskiego w 2001 za wybitne zasługi dla Gdyni – Medal nr 16[15]
- Komandor Orderu Świętego Grzegorza Wielkiego (Watykan, 1997)[16]
- Krzyż Kawalerski I Klasy Odznaki Honorowej za Zasługi dla Republiki Austrii w 2004[17]
- Nagroda Kisiela w 2005[18]
- Order Uśmiechu przyznany w 2006 za stworzenie sieci pracowni komputerowych dla dzieci niepełnosprawnych w ramach kampanii („e- kids Network”) oraz wyposażenie pracowni komputerowych w kilkudziesięciu domach dziecka w całym kraju[19]
- Nagroda Info Star 2004 w kategorii Osiągnięcia Biznesowe[20]
- Medal 70-lecia Polskiej Informatyki, przyznany przez kapitułę Polskiego Towarzystwa Informatycznego w 2018[21].

## Informacje dodatkowe
Ryszard Krauze jest od lat związany z kortami tenisowymi klubu Arka Gdynia przy ul. Ejsmonda w Gdyni (tereny dawnego stadionu Arki Gdynia). Nowy etap istnienia klubu rozpoczął się w 1993 roku. Ryszard Krauze podjął się ratowania Arki i odbudowania nie tylko tradycji tenisa, ale też walorów krajobrazowych tego miejsca. Tak powstała spółka Klub Tenisowy Arka, której założycielem był m.in. Ryszard Krauze. Wydzierżawienie od miasta przylegającego do klubu terenu stworzyło podstawy do I etapu rozbudowy – do roku 2000 wybudowano 3 nowe korty, domek klubowy oraz wymieniono nawierzchnie wszystkich kortów. W następnym roku ruszyły prace na kolejnym odcinku – na terenie byłego stadionu piłkarskiego rozpoczęto budowę kolejnych 11 nowych kortów. Obiekt ten dzięki Ryszardowi Krauze został kompletnie zrewitalizowany.
Ryszard Krauze był także rektorem Wyższej Szkoły Międzynarodowych Stosunków Gospodarczych i Politycznych w Gdyni.
Jak pisze „Wprost”, z akt paszportowych biznesmena, które zachowały się w Instytucie Pamięci Narodowej, wynika, że był on podejrzewany o udział w kradzieżach samochodów w Europie Zachodniej. Z tego powodu w 1986 r. Krauze miał nie otrzymać paszportu na wyjazd służbowy do RFN. W uzasadnieniu negatywnej decyzji naczelnik Wydziału do Walki z Przestępczością Gospodarczą napisał, że biznesmen jest podejrzany o współudział w kradzieżach samochodów na szkodę obywateli państw Europy Zachodniej w grupie przestępczej Nikodema Skotarczaka. Według tygodnika Krauze odwołał się od tej decyzji, ale jego wniosek został odrzucony. Biznesmen miał otrzymać paszport dopiero w 1987 r. po interwencji centrali handlu zagranicznego Polservice. W 1994 roku z akt wyłączono jedną z kart, której nadano klauzulę „tajne”. Agencja Bezpieczeństwa Wewnętrznego do dziś podtrzymuje tajność tej karty. Z informacji z prowadzonej w 2007 r. przez CBA sprawy operacyjnego rozpracowania o kryptonimie „Kosa” wynika, że Ryszard Krauze kontaktował się z Edytą Mardyłą (vel Skotarczak), żoną Nikodema Skotarczaka ps. Nikoś, trójmiejskiego mafiozy zastrzelonego w roku 1998 w Gdyni.
Ryszard Krauze był też jednym z bohaterów tzw. afery gruntowej, która miała miejsce w 2007 roku i doprowadziła do upadku pierwszego rządu PiS. Jak wskazuje TVN24, Janusz Kaczmarek okłamywał śledczych i opinię publiczną. Szef policji Konrad Kornatowski i prezes PZU Jaromir Netzel załatwiali Kaczmarkowi fałszywe alibi. Prawdopodobnie kłamał też jeden z najbogatszych Polaków, Ryszard Krauze. Z pokazanych przez prokuraturę materiałów wynika, że wysocy urzędnicy państwowi byli ściśle związani z biznesmenem.
W 2010 roku Ryszard Krauze został oskarżony o działanie na szkodę własnej spółki. 21 lipca 2011 roku Sąd Rejonowy dla Warszawy-Śródmieścia umorzył postępowanie, w którym oskarżony był Krauze. Tydzień wcześniej weszła w życie nowelizacja kodeksu karnego rządów PO-PSL, na skutek której z kodeksu spółek handlowych zniknął art. 585. A właśnie ten przepis – mówiący o działaniu na szkodę spółki – posłużył prokuratorom do oskarżenia trójmiejskiego biznesmena.
Ryszard Krauze podczas swoich interesów (w Rosji, Kazachstanie) został zwyczajnie oszukany przez swoich partnerów biznesowych, okazało się, że rosyjskie koneksje, które miał zanim zaczął rozwijać tu interesy, okazały się niewystarczające. Przedstawiciele rosyjskich struktur mafijnych i oligarchicznych nie uznali go za swojego.
W 2014 roku Ryszard Krauze nie pojawił się już w rankingu najbogatszych Polaków tygodnika Wprost.

Biznesmen został też ukarany przez Komisję Nadzoru Finansowego kwotą 400 tysięcy zł za naruszenie obowiązku informacyjnego dotyczącego Petrolinvestu. 

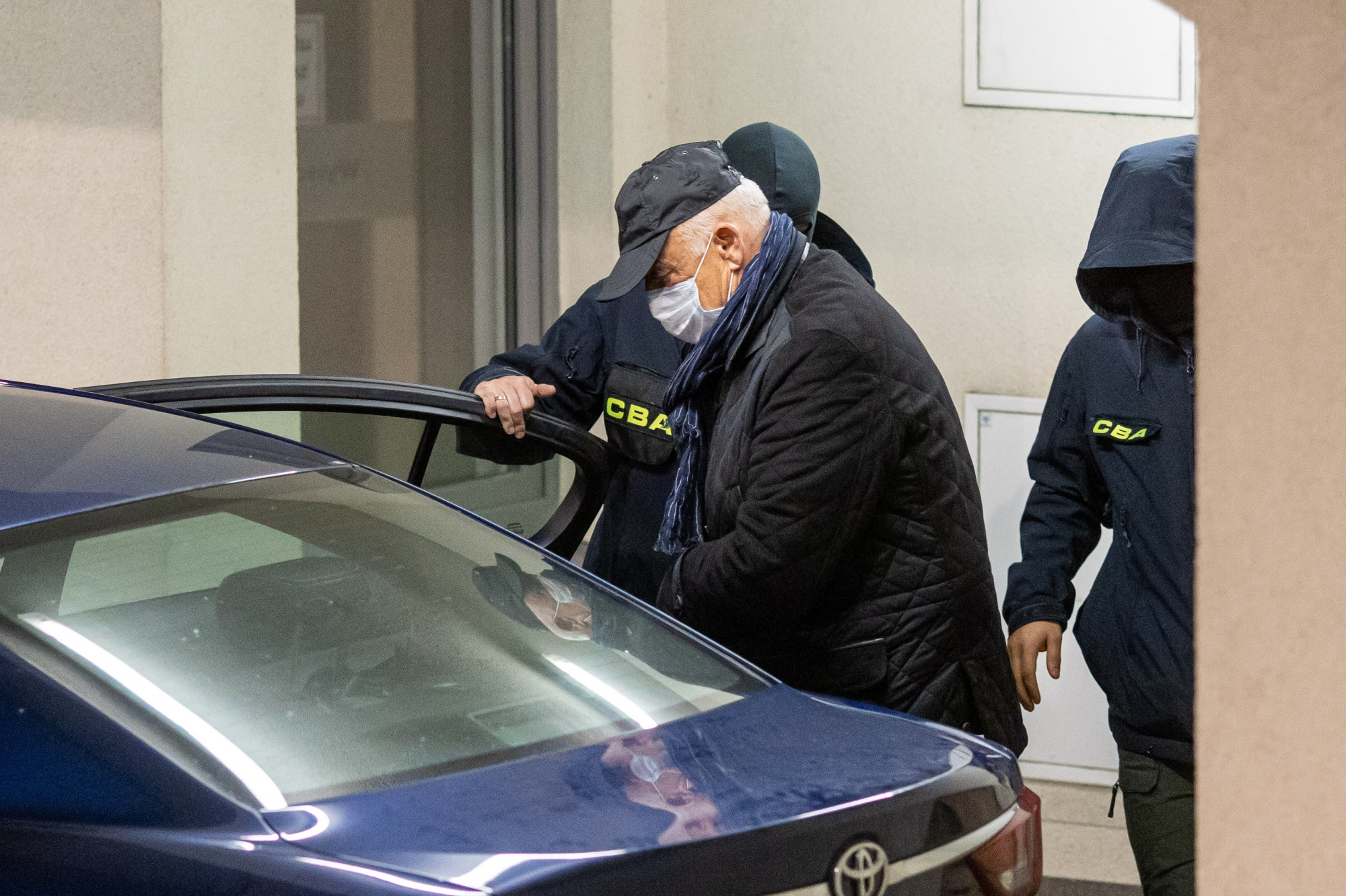
Ryszard Krauze zatrzymany przez CBA

Ryszard Krauze i jego byłe spółki są także od lat ścigane przez wierzycieli biznesmena.
15 października 2020 został zatrzymany z Romanem Giertychem pod zarzutem wyprowadzenia kwoty niemal 92 mln złotych z giełdowej spółki deweloperskiej.
W 2021 Sąd Apelacyjny w Gdańsku orzekł, że przedwojenna spółka, którą reaktywował Krauze i na tej podstawie odzyskiwane były cenne grunty oraz odszkodowania, nie miała żadnego prawa być reaktywowana i została unieważniona.

## Koszykówka
Wychowanek i zawodnik Startu Gdynia. Reprezentant kraju kadetów podczas Mistrzostw Europy w koszykówce w 1973 w Avellino. Mierzy 190 cm wzrostu. Przeszłość koszykarska skłoniła go do sponsorowania zespołu koszykarskiego z Sopotu, Prokom Trefl Sopot, gdzie łącząc siły z Kazimierzem Wierzbickim, właścicielem Trefla, wspólnie stworzyli zespół Prokom Trefl Sopot, który stał się nie tylko symbolem Sopotu i Pomorza, ale przede wszystkim dzięki finansowaniu, ale także osobistemu zaangażowaniu Ryszarda Krauzego odniósł wiele sportowych sukcesów na arenie krajowej oraz międzynarodowej. W latach, kiedy Ryszard Krauze był kluczową postacią klubu Prokom Trefl Sopot, drużyna osiągała największe sukcesy.
- pięć mistrzostw Polski (2004, 2005, 2006, 2007, 2008),
- trzy wicemistrzostwa Polski (2002, 2003, 2012),
- dwa brązowe medale (2001, 2014),
- sześć Pucharów Polski (2000, 2001, 2006, 2008, 2012, 2013),
- trzy Superpuchary Polski (2001, 2012, 2013)
- finał Pucharu Mistrzów FIBA (2003),
- dwukrotny awans do fazy Top16 Euroligi (2005, 2007).

Od sezonu 2009 zespół przeniesiono do Gdyni, zmieniając nazwę na Asseco Prokom Gdynia.

## Pozycje w rankingu tygodnika „Wprost”
W publikowanej co roku liście 100 najbogatszych Polaków tygodnika „Wprost” zajmował kolejno:

- 1990 – nie notowany[34]
- 1991 – nie notowany[35]
- 1992 – nie notowany[36]
- 1993 – nie notowany[37]
- 1994 – 53. miejsce[38]
- 1995 – 32. miejsce[39]
- 1996 – 23. miejsce[40]
- 1997 – 22. miejsce[41]
- 1998 – 20. miejsce[42]
- 1999 – 4. miejsce[43]
- 2000 – 3. miejsce[44]
- 2001 – 3. miejsce[45]
- 2002 – 4. miejsce (2,5 mld zł)[46]
- 2003 – 4. miejsce (2,6 mld zł)[47]
- 2004 – 2. miejsce (2,85 mld zł)[48]
- 2005 – 7. miejsce (1,8 mld zł)[49]
- 2006 – 10. miejsce (1,8 mld zł)[50]
- 2007 – 5. miejsce (4,5 mld zł)[51]
- 2008 – 7. miejsce (3,9 mld zł)[52]
- 2009 – 30. miejsce (0,85 mld zł)[53]
- 2010 – 22. miejsce[54]
- 2011 – 29. miejsce (0,815 mld zł)[55]
- 2012 – 25. miejsce (1,04 mld zł)[56]
- 2013 – 36. miejsce (0,838 mld zł)[57]
- 2014 – nie notowany[58]
- 2015 – nie notowany[59]
- 2016 – nie notowany[60]
- 2017 – nie notowany[61]

## Rodzina
Jest ojcem koszykarza Aleksandra Krauzego.